# 国際人財開発機構
公益財団法人国際人財開発機構（こくさいじんざいかいはつきこう、英訳名:Japan International Human capital Development Organization）は、内閣総理大臣所管の公益財団法人。

## 概要
1951年(昭和26年)に亜細亜友之会として結成、1962年(昭和37年)に外務省より財団法人としての認可を受ける
。「アジアはひとつ」の理念を基に、アジアからの留学生・就学生などの支援を中心とした幅広い活動を展開している。奨学金給付事業や研修生支援事業、国際親善大会など幅広く公益事業を行っている。

## 所在地等
- 所在：東京都千代田区霞が関3-6-14　三久ビル
- 設立1951年2月23日　財団法人設立1962年7月20日[2]
- 理事長：半田善三(元衆議院議員)
- 顧問：
  - 浅野勝人（参議院議員、元外務副大臣）
  - 市村浩一郎（衆議院議員）
  - 近藤鉄雄（元労働大臣、元経済企画庁長官）
  - 平沼赳夫（衆議院議員、元経産大臣）

## 沿革
- 1951年 - 東京・新橋の蔵前工業会館にて結成。
- 1956年 - 第1回アジア親善大会を開催（於:大手町サンケイホール）以後43回実施。
- 1962年 - 外務省認可の財団法人となる。
- 1963年 - 第1回海外遊説（以後9回実施）この間も、研修生受入事業、留学生・就学生支援事業、親善活動、文化交流事業など随時実施。
- 2004年 - 第1回留学生社会見学・現場研修会。
- 2005年 - 第1回留学生国際会議。
- 2007年 - 財団法人亜細亜友之会45周年親善大会。
- 2014年 - 公益財団法人として内閣府から認定、同時に法人名も国際人財開発機構に改称。